# Ümit İnal
Ümit İnal (* 18. September 1969 in Şanlıurfa) ist ein ehemaliger türkischer Fußballspieler und -trainer. Er war dreimaliger Torschützenkönig der TFF 1. Lig, die er in den Spielzeiten 1992/93, 2000/01 und 2003/04. Mit seinen Zweitligatoren zählt er zu den erfolgreichsten Zweitligatorjägern im Allgemeinen und zu den Erfolgreichsten der Zweitligazeiten der 1990er und 2000er Jahren im Speziellen.

## Karriere

### Verein
İnal begann seine Profikarriere im Sommer 1989 beim Istanbuler Drittligisten Vefa SK. Bereits nach zwei Jahren verließ er die Istanbuler und wechselte zum Erstligisten Trabzonspor. Bei diesem Verein nahm er am vorsaisonlichen Vorbereitungscamp teil und blieb anschließend bis zum Oktober 1991 ohne Pflichtspieleinsatz. Für den Rest der Saison wurde İnal an den Zweitligisten İnegölspor ausgeliehen. Für İnegölspor absolvierte er bis zum Saisonende 16 Ligaspiele, in denen er zwei Tore erzielte.
Im Sommer 1992 kehrte er zu Trabzonspor zurück und wurde dann an den Zweitligisten DÇ Karabükspor abgegeben. Bei diesem Verein schaffte es İnal auf Anhieb in die Stammelf und erlebte seinen Durchbruch. Er erzielte in 37 Ligaspielen 21 Tore und wurde gemeinsam mit Yücel Çolak von Mersin İdman Yurdu Torschützenkönig der Zweitligasaison 1992/93. Durch seine Tore hatte er großen Anteil daran, dass sein Verein die Saison als Dritter beendete und das erste Mal seiner Vereinshistorie in die höchste türkische Spielklasse aufstieg. In die damals als 1. Lig bezeichnete höchste Spielklasse aufgestiegen avancierte İnal mit acht Saisontoren zum erfolgreichen Torschützen und trug dazu bei, dass sein Verein die Chance auf den Klassenerhalt bis zum letzten Spieltag bewahrte. Nachdem aber der Klassenerhalt letztendlich verfehlt wurde, verließ İnal den Verein.
Nach dem Abschied von Karabükspor wechselte İnal im Sommer 1994 zum Erstligisten Kocaelispor. Bei seinem neuen Verein kam er als Sturmpartner von Faruk Yiğit zu häufigen Einsätzen, blieb aber weitestgehend hinter den Erwartungen. Nachdem İnal auch in der zweiten Saison bei Kocaelispor nicht den erhofften Durchbruch vorweisen konnte und der Verein seinen ehemaligen Stürmerstar Saffet Sancaklı zurückgeholt hatte, wurde İnal im Sommer 1996 an den Zweitligisten Kuşadasıspor abgegeben. Für diesen Verein spielte İnal eine Spielzeit und kehrte dann zu Kocaelispor zurück. Hier wurde er nach dem vorsaisonlichen Vorbereitungscamp vom Trainer Holger Osieck aussortiert und an den Zweitligisten Sakaryaspor ausgeliehen. Bei diesem Verein wurde er mit 16 Toren erfolgreichste Torschütze seines Klubs und trug zum Playoffsieg und damit zum Aufstieg seines Teams bei.
Im Sommer 1998 verließ İnal Kocaelispor ein weiteres Mal und wechselte zum Zweitligisten Yimpaş Yozgatspor. Bei diesem Verein erzielte er in 29 Spielen 14 Tore. Sein Verein schaffte es bis ins Viertelfinale der Playoffs und schied da mit 0:1 gegen Kayserispor aus. Zur neuen Saison wechselte İnal innerhalb der Liga zum Absteiger Çanakkale Dardanelspor. Auch bei diesem Verein avancierte er mit 20 Saisontoren zum erfolgreichsten Torschützen seines Teams.
In der Sommertransferperiode verließ İnal von Dardanelspor Richtung Ligakonkurrent Göztepe Izmir. Bei diesem Verein erlebte er die bis dato erfolgreichste Saison seiner Karriere. Mit 26 Toren wurde er Torschützenkönig der Türkiye 2. Futbol Ligi und trug erheblich dazu bei, dass sein Verein als Meister der Saison in die Süper Lig aufstieg. Nach diesem Erfolg blieb er bei Göztepe und spielte nach fünf Jahren wieder in der höchsten türkischen Division. Da Göztepe aber in der Saison 2001/02 mit Mustafa Özkan, Mustafa Özkan und Zafer Biryol erstligaerprobte Stürmer verpflichtete, die alle mal Nationalspieler waren, fand İnal kam Spieleinsätze. 
Als Konsequenz seiner geringen Spieleinsätze bei Göztepe wechselte İnal im Winter 2001 zum Stadtrivalen Zweitligisten Altay Izmir. Bei diesem schoss er bis zum Saisonende 13 Tore und bildete mit Sinan Kaloğlu eines der erfolgreichsten Sturmduos der Zweitligasaison. Mit Altay gewann er die Meister der Saison und stieg das zweite Mal in Folge in die Süper Lig. Nach dem Aufstieg blieb er bei Altay. Er verlor in der Erstligasaison seinen Stammplatz, erreichte aber als Ergänzungsspieler neun Ligatore und war damit hinter Kaloğlu der zweiterfolgreichste Torschütze seines Teams. Nachdem Altay den Klassenerhalt verpasst hatte, ging İnal mit dem Verein wieder in die 2. Liga. In der 2. Liga etablierte sich İnal wieder als Stammspieler. Mit 21 Toren wurde er das dritte Mal in seiner Karriere Torschützenkönig der Türkiye 2. Futbol Ligi.
Im Sommer 2004 verließ İnal Altay Izmir und wechselte zum Ligarivalen Elazığspor. Hier spielte er eine Saison, in der er nicht durchgängig zum Einsatz kam. Für die nächste Saison wechselte er zum Drittligisten Bucaspor. Für Bucaspor spielte er nur die Hinrunde und wechselte zur Rückrunde innerhalb der TFF 2. Lig zu Yıldırım Bosnaspor. Bei diesem Verein beendete er die Spielzeit und anschließend seine aktive Spielerlaufbahn.

### Nationalmannschaft
İnal durchlief von der türkischen U-17-Nationalmannschaft bis zur türkischen U-21-Nationalmannschaft nahezu alle türkischen Jugendnationalmannschaften.

## Trainerkarriere
Im Anschluss an seine Karriere wechselte İnal ins Trainerfach und arbeitete fortan als Co-Trainer. In dieser Funktion assistierte er seither Kemal Kılıç bei all seinen Stationen. Lediglich im Sommer arbeitete er für Izmirspor ohne Kılıç.

## Erfolge

### Als Spieler
Mit Karabükspor
- Tabellendritter der TFF 1. Lig und Aufstieg in die Süper Lig: 1992/93

Mit Sakaryaspor
- Playoffsieger der TFF 1. Lig und Aufstieg in die Süper Lig: 1997/98

Mit Göztepe Izmir
- Meister der TFF 1. Lig und Aufstieg in die Süper Lig: 2000/01

Mit Altay Izmir
- Meister der TFF 1. Lig und Aufstieg in die Süper Lig: 2001/02

## Auszeichnungen
- Torschützenkönig der TFF 1. Lig: 1992/93 (mit Yücel Çolak), 2000/01, 2003/04